# 金泰映
金 泰映（キム・テヨン、朝鮮語: 김태영、1970年11月8日 - ） は、大韓民国の元プロサッカー選手。現在は指導者として活動している。

## 経歴
東亜大学校を卒業した後、1995年に全南ドラゴンズに入団。韓国代表のDFとして、1998 FIFAワールドカップと2002 FIFAワールドカップに出場した。2002 FIFAワールドカップでは、イタリア戦で鼻骨を骨折したものの、顔面プロテクターを装着し次戦に出場。日本では『韓国の宮本恒靖』と話題になった。2005年11月に現役引退。韓国の関東大学校サッカー部やU-20韓国代表コーチを経て、2013年よりKリーグクラシック・蔚山現代FCのヘッドコーチに就任。

## 所属クラブ
- 東亜大学校
- 1995年 - 2005年 全南ドラゴンズ

## 代表歴

### 出場大会
- 韓国代表
  - 1998 FIFAワールドカップ
  - 2002 FIFAワールドカップ

### 試合数
- 国際Aマッチ 106試合 3得点（1992年-2004年）[2]

| 韓国代表 | 国際Aマッチ | 国際Aマッチ |
| 年       | 出場        | 得点        |
| -------- | ----------- | ----------- |
| 1992     | 1           | 0           |
| 1993     | 10          | 3           |
| 1994     | 0           | 0           |
| 1995     | 0           | 0           |
| 1996     | 2           | 0           |
| 1997     | 13          | 0           |
| 1998     | 15          | 0           |
| 1999     | 5           | 0           |
| 2000     | 10          | 0           |
| 2001     | 15          | 0           |
| 2002     | 17          | 0           |
| 2003     | 12          | 0           |
| 2004     | 6           | 0           |
| 通算     | 106         | 3           |

## 指導歴
- 2006年 - 2009年 関東大学校 アシスタントコーチ
- 2009年 - 2012年 U-20韓国代表 アシスタントコーチ / U-23大韓民国代表 アシスタントコーチ
- 2013年 蔚山現代FC ヘッドコーチ
- 2014年 U-20韓国代表 コーチ
- 2015年 全南ドラゴンズ ヘッドコーチ
- 2017年 - 2018年 水原三星ブルーウィングス コーチ
- 2020年 - 2022年 天安市サッカー団 監督